# Giải vô địch bóng đá U-17 thế giới 2005
Giải vô địch bóng đá U-17 thế giới 2005 là giải đấu lần thứ 11 được tổ chức tại các thành phố Lima, Trujillo, Chiclayo, Piura và Iquitos ở Peru từ ngày 16 tháng 9 đến ngày 2 tháng 10 năm 2005. Các cầu thủ sinh sau ngày 1 tháng 1 năm 1988 đủ điều kiện tham gia giải đấu này. México đã đánh bại Brasil với tỷ số 3–0 trong trận chung kết và giành chức vô địch U-17 thế giới đầu tiên.

## Địa điểm
| Lima                                        | Chiclayo                                    | Chiclayo                                    |
| ------------------------------------------- | ------------------------------------------- | ------------------------------------------- |
| Sân vận động quốc gia Peru Sức chứa: 47,000 | Sân vận động Elías Aguirre Capacity: 25,000 | Sân vận động Elías Aguirre Capacity: 25,000 |
|                                             |                                             |                                             |
| Iquitos                                     | IquitosChiclayoLimaPiuraTrujillo            | IquitosChiclayoLimaPiuraTrujillo            |
| Sân vận động Max Augustín                   | IquitosChiclayoLimaPiuraTrujillo            | IquitosChiclayoLimaPiuraTrujillo            |
|                                             | IquitosChiclayoLimaPiuraTrujillo            | IquitosChiclayoLimaPiuraTrujillo            |
| Piura                                       | Piura                                       | Trujillo                                    |
| Sân vận động Miguel Grau Sức chứa: 26,550   | Sân vận động Miguel Grau Sức chứa: 26,550   | Sân vận động Mansiche Sức chứa: 25,000      |
|                                             |                                             |                                             |

## Đội tuyển
| Liên đoàn                              | Giải đấu loại                                 | Các đội tuyển vượt qua vòng loại       |
| -------------------------------------- | --------------------------------------------- | -------------------------------------- |
| AFC (châu Á)                           | Giải vô địch bóng đá U-17 châu Á 2004         | Trung Quốc · CHDCND Triều Tiên · Qatar |
| CAF (châu Phi)                         | Giải vô địch bóng đá U-17 châu Phi 2005       | Gambia · Ghana · Bờ Biển Ngà           |
| CONCACAF (Bắc, Trung Mỹ & Vùng Caribe) | Giải vô địch bóng đá U-17 CONCACAF 2005       | Hoa Kỳ · México · Costa Rica           |
| CONMEBOL (Nam Mỹ)                      | Chủ nhà                                       | Perú                                   |
| CONMEBOL (Nam Mỹ)                      | Giải vô địch bóng đá U-17 Nam Mỹ 2005         | Brasil · Uruguay                       |
| OFC (châu Đại Dương)                   | Giải vô địch bóng đá U-17 châu Đại Dương 2005 | Úc                                     |
| UEFA (châu Âu)                         | Giải vô địch bóng đá U-17 châu Âu 2005        | Thổ Nhĩ Kỳ · Hà Lan · Ý                |

- Hoa Kỳ là đội duy nhất đủ điều kiện tham dự tất cả 11 giải đấu cho đến nay, tiếp theo là Brasil và Úc, mỗi đội đã đủ điều kiện tham dự 10 lần. Trong khi Hà Lan, Thổ Nhĩ Kỳ, Peru, Gambia và Triều Tiên là những đội tham dự lần đầu.

## Đội hình
Danh sách đội hình, xem Danh sách cầu thủ tham dự giải vô địch bóng đá U-17 thế giới 2005

## Vòng bảng

### Bảng A
| Đội        | Đ | ST | T | H | B | BT | BB | HS |
| ---------- | - | -- | - | - | - | -- | -- | -- |
| Costa Rica | 5 | 3  | 1 | 2 | 0 | 4  | 2  | +2 |
| Trung Quốc | 5 | 3  | 1 | 2 | 0 | 3  | 2  | +1 |
| Ghana      | 3 | 3  | 0 | 3 | 0 | 3  | 3  | 0  |
| Perú (H)   | 1 | 3  | 0 | 1 | 2 | 1  | 4  | −3 |

| Trung Quốc      | 1–1      | Costa Rica   |
| --------------- | -------- | ------------ |
| Tang Naixin 17' | Chi tiết | Carrillo 10' |

| Perú               | 1–1      | Ghana               |
| ------------------ | -------- | ------------------- |
| Chávez 10' (ph.đ.) | Chi tiết | Cárdenas 62' (l.n.) |

| Ghana       | 1–1      | Costa Rica |
| ----------- | -------- | ---------- |
| Quartey 58' | Chi tiết | Borges 47' |

| Perú | 0–1      | Trung Quốc         |
| ---- | -------- | ------------------ |
|      | Chi tiết | Deng Zhuoxiang 13' |

| Costa Rica                     | 2–0      | Perú |
| ------------------------------ | -------- | ---- |
| Solórzano 45+1' · Elizondo 76' | Chi tiết |      |

| Ghana      | 1–1      | Trung Quốc        |
| ---------- | -------- | ----------------- |
| Bukari 56' | Chi tiết | Wang Xuanhong 60' |

### Bảng B
| Đội        | Đ | ST | T | H | B | BT | BB | HS |
| ---------- | - | -- | - | - | - | -- | -- | -- |
| Thổ Nhĩ Kỳ | 9 | 3  | 3 | 0 | 0 | 6  | 3  | +3 |
| México     | 6 | 3  | 2 | 0 | 1 | 6  | 2  | +4 |
| Úc         | 3 | 3  | 1 | 0 | 2 | 2  | 5  | −3 |
| Uruguay    | 0 | 3  | 0 | 0 | 3 | 3  | 7  | −4 |

| Uruguay | 0–2      | México                  |
| ------- | -------- | ----------------------- |
|         | Chi tiết | Vela 47' · Villaluz 54' |

| Thổ Nhĩ Kỳ | 1–0      | Úc |
| ---------- | -------- | -- |
| Şahin 84'  | Chi tiết |    |

| México                      | 3–0      | Úc |
| --------------------------- | -------- | -- |
| Esparza 20' · Vela 43', 79' | Chi tiết |    |

| Uruguay                          | 2–3      | Thổ Nhĩ Kỳ                        |
| -------------------------------- | -------- | --------------------------------- |
| Duruer 28' (l.n.) · Figueroa 78' | Chi tiết | Yılmaz 12' · Özcan 80' · Köse 84' |

| Úc                    | 2–1      | Uruguay      |
| --------------------- | -------- | ------------ |
| Burns 20' · Kruse 83' | Chi tiết | Figueroa 38' |

| México     | 1–2      | Thổ Nhĩ Kỳ               |
| ---------- | -------- | ------------------------ |
| Guzmán 11' | Chi tiết | Yılmaz 28' · Erkin 90+1' |

### Bảng C
| Đội               | Đ | ST | T | H | B | BT | BB | HS |
| ----------------- | - | -- | - | - | - | -- | -- | -- |
| Hoa Kỳ            | 7 | 3  | 2 | 1 | 0 | 7  | 4  | +3 |
| CHDCND Triều Tiên | 4 | 3  | 1 | 1 | 1 | 6  | 4  | +2 |
| Ý                 | 4 | 3  | 1 | 1 | 1 | 6  | 7  | −1 |
| Bờ Biển Ngà       | 1 | 3  | 0 | 1 | 2 | 4  | 8  | −4 |

| Bờ Biển Ngà                             | 3–4      | Ý                                           |
| --------------------------------------- | -------- | ------------------------------------------- |
| Diomande 27' · Fofana 53' · Kouassi 87' | Chi tiết | Tiboni 21', 32' · Mandorlini 86' · Foti 89' |

| Hoa Kỳ                                    | 3–2      | CHDCND Triều Tiên                   |
| ----------------------------------------- | -------- | ----------------------------------- |
| Soroka 13' · Nakazawa 43' · Zimmerman 72' | Chi tiết | Choe Myong-ho 24' · Kim Kuk-jin 86' |

| Ý            | 1–3      | Hoa Kỳ                                   |
| ------------ | -------- | ---------------------------------------- |
| Russotto 74' | Chi tiết | Sarkodie 47' · Nakazawa 67' · Soroka 90' |

| Bờ Biển Ngà | 0–3      | CHDCND Triều Tiên                                |
| ----------- | -------- | ------------------------------------------------ |
|             | Chi tiết | Choe Myong-ho 9' (ph.đ.), 38' · Kim Kyong-il 44' |

| Hoa Kỳ  | 1–1      | Bờ Biển Ngà |
| ------- | -------- | ----------- |
| Hall 4' | Chi tiết | Bamba 87'   |

| Ý           | 1–1      | CHDCND Triều Tiên |
| ----------- | -------- | ----------------- |
| Palermo 90' | Chi tiết | Kim Kuk-jin 22'   |

### Bảng D
| Đội    | Điểm | ST | T | H | B | BT | BB | HS  |
| ------ | ---- | -- | - | - | - | -- | -- | --- |
| Brasil | 6    | 3  | 2 | 0 | 1 | 9  | 4  | +5  |
| Hà Lan | 6    | 3  | 2 | 0 | 1 | 8  | 5  | +3  |
| Gambia | 6    | 3  | 2 | 0 | 1 | 6  | 4  | +2  |
| Qatar  | 0    | 3  | 0 | 0 | 3 | 4  | 14 | −10 |

| Hà Lan                                                              | 5–3      | Qatar                                      |
| ------------------------------------------------------------------- | -------- | ------------------------------------------ |
| Emnes 6', 85' · Buijs 30' (ph.đ.) · Van der Kooy 58' · Goossens 65' | Chi tiết | Afif 11' (ph.đ.) · Ahmed 31' · Ibrahim 83' |

| Brasil   | 1–3      | Gambia                                         |
| -------- | -------- | ---------------------------------------------- |
| Igor 23' | Chi tiết | Mansally 27' · Ceesay 45' · Jallow 74' (ph.đ.) |

| Qatar     | 1–3      | Gambia                                        |
| --------- | -------- | --------------------------------------------- |
| Ahmed 31' | Chi tiết | Ceesay 24' · Jallow 74' (ph.đ.) · Jagne 90+2' |

| Hà Lan            | 1–2      | Brasil              |
| ----------------- | -------- | ------------------- |
| Sidnei 28' (l.n.) | Chi tiết | Igor 8' · Ramón 60' |

| Gambia | 0–2      | Hà Lan                       |
| ------ | -------- | ---------------------------- |
|        | Chi tiết | Goossens 33' · Marcellis 72' |

| Qatar | 0–6      | Brasil                                                                     |
| ----- | -------- | -------------------------------------------------------------------------- |
|       | Chi tiết | Ramón 13', 45+2' · Denílson 39' · Roberto 57' · Augusto 58' · Anderson 74' |

## Vòng đấu loại trực tiếp
|  | Tứ kết                | Tứ kết                |                       |   | Bán kết       | Bán kết       |  |  | Chung kết | Chung kết |
|  |                       |                       |                       |   |               |               |  |  |           |           |
|  | 25 tháng 9 - Piura    |                       |                       |   |               |               |  |  |           |           |
|  |                       |                       |                       |   |               |               |  |  |           |           |
|  | Costa Rica            | 1                     |                       |   |               |               |  |  |           |           |
|  | Costa Rica            | 1                     | 29 tháng 9 - Chiclayo |   |               |               |  |  |           |           |
|  | México (aet)          | 3                     |                       |   |               |               |  |  |           |           |
|  | México (aet)          | 3                     | México                | 4 |               |               |  |  |           |           |
|  | 26 tháng 9 - Trujillo |                       | México                | 4 |               |               |  |  |           |           |
|  |                       | Hà Lan                | 0                     |   |               |               |  |  |           |           |
|  | Hoa Kỳ                | Hà Lan                | 0                     | 0 |               |               |  |  |           |           |
|  | Hoa Kỳ                |                       | 2 tháng 10 - Lima     | 0 |               |               |  |  |           |           |
|  | Hà Lan                | 2                     |                       |   |               |               |  |  |           |           |
|  | Hà Lan                | 2                     | México                | 3 |               |               |  |  |           |           |
|  | 25 tháng 9 - Iquitos  |                       | México                | 3 |               |               |  |  |           |           |
|  |                       | Brasil                | 0                     |   |               |               |  |  |           |           |
|  | Thổ Nhĩ Kỳ            | Brasil                | 0                     | 5 |               |               |  |  |           |           |
|  | Thổ Nhĩ Kỳ            | 29 tháng 9 - Trujillo |                       | 5 |               |               |  |  |           |           |
|  | Trung Quốc            | 1                     |                       |   |               |               |  |  |           |           |
|  | Trung Quốc            | 1                     | Thổ Nhĩ Kỳ            | 3 |               |               |  |  |           |           |
|  | 26 tháng 9 - Iquitos  |                       | Thổ Nhĩ Kỳ            | 3 |               |               |  |  |           |           |
|  |                       | Brasil                | 4                     |   | Tranh hạng ba | Tranh hạng ba |  |  |           |           |
|  | Brasil (aet)          | Brasil                | 4                     | 3 | Tranh hạng ba | Tranh hạng ba |  |  |           |           |
|  | Brasil (aet)          |                       | 2 tháng 10- Lima      | 3 |               |               |  |  |           |           |
|  | CHDCND Triều Tiên     | 1                     |                       |   |               |               |  |  |           |           |
|  | CHDCND Triều Tiên     | 1                     | Hà Lan                | 2 |               |               |  |  |           |           |
|  |                       |                       |                       |   |               |               |  |  |           |           |
|  | Thổ Nhĩ Kỳ            | 1                     |                       |   |               |               |  |  |           |           |
|  | Thổ Nhĩ Kỳ            | 1                     |                       |   |               |               |  |  |           |           |

### Tứ kết
| Costa Rica        | 1–3 (s.h.p.) | México                              |
| ----------------- | ------------ | ----------------------------------- |
| Juárez 67' (l.n.) | Chi tiết     | Juárez 88' · Guzmán 96' · Vela 109' |

| Thổ Nhĩ Kỳ                                   | 5–1      | Trung Quốc  |
| -------------------------------------------- | -------- | ----------- |
| Köse 10', 88' · Erkin 33', 90+1' · Şahin 54' | Chi tiết | Yang Xu 57' |

| Hoa Kỳ | 0–2      | Hà Lan             |
| ------ | -------- | ------------------ |
|        | Chi tiết | Sarpong 45+1', 84' |

| Brasil                                  | 3–1 (s.h.p.) | CHDCND Triều Tiên |
| --------------------------------------- | ------------ | ----------------- |
| Ramón 48' · Celsinho 100' · Igor 120+3' | Chi tiết     | Kim Kyong-il 82'  |

### Bán kết
| México                                      | 4–0      | Hà Lan |
| ------------------------------------------- | -------- | ------ |
| Villaluz 33', 61' · Moreno 50' · Guzmán 90' | Chi tiết |        |

| Thổ Nhĩ Kỳ                       | 3–4      | Brasil                                              |
| -------------------------------- | -------- | --------------------------------------------------- |
| Erkin 47' · Köse 70' · Şahin 76' | Chi tiết | Celsinho 1' · Anderson 26' · Marcelo 32' · Igor 90' |

### Tranh hạng ba
| Hà Lan            | 2–1      | Thổ Nhĩ Kỳ |
| ----------------- | -------- | ---------- |
| Goossens 13', 88' | Chi tiết | Şahin 90'  |

### Chung kết
| México                              | 3–0      | Brasil |
| ----------------------------------- | -------- | ------ |
| Vela 31' · Esparza 33' · Guzmán 86' | Chi tiết |        |

## Vô địch
| Giải vô địch bóng đá U-17 thế giới 2005 |
| --------------------------------------- |
| · México · Lần thứ 1                    |

## Giải thưởng
| Quả bóng vàng        | Quả bóng bạc       | Quả bóng đồng   |
| -------------------- | ------------------ | --------------- |
| Anderson             | Giovani dos Santos | Nuri Şahin      |
| Chiếc giày vàng      | Chiếc giày bạc     | Chiếc giày đồng |
| Carlos Vela          | Nuri Şahin         | Tevfik Köse     |
| 5 bàn thắng          | 4 bàn thắng        | 4 bàn thắng     |
| Giải phong cách FIFA |                    |                 |
| CHDCND Triều Tiên    |                    |                 |

## Cầu thủ ghi bàn
Carlos Vela của Mexico đã giành giải thưởng Chiếc giày vàng khi ghi được 5 bàn thắng.
Đã có 111 bàn thắng ghi được trong 32 trận đấu, trung bình 3.47 bàn thắng mỗi trận đấu.
5 bàn thắng
- Carlos Vela

4 bàn thắng
- Igor
- Ramón
- Éver Guzmán
- John Goossens
- Caner Erkin
- Nuri Şahin
- Tevfik Köse

3 bàn thắng
- César Villaluz
- Choe Myong-ho

2 bàn thắng
- Anderson
- Celsinho
- Momodou Ceesay
- Ousman Jallow
- Christian Tiboni
- Omar Esparza
- Jeffrey Sarpong
- Marvin Emnes
- Kim Kuk-jin
- Kim Kyong-il
- Deniz Yılmaz
- Yusef Ahmed
- Kyle Nakazawa
- Ryan Soroka
- Elías Ricardo Figueroa

1 bàn thắng
- Nathan Burns
- Robbie Kruse
- Denílson
- Marcelo
- Renato Augusto
- Roberto
- Deng Zhuoxiang
- Tang Naixin
- Wang Xuanhong
- Yang Xu
- Celso Borges
- Cesar Elizondo
- Jean Carlos Solórzano
- Roberto Carrillo
- Kenny Mansally
- Pa Modou Jagne
- Jonathan Quartey
- Sadat Bukari
- Andrea Russotto
- Matteo Mandorlini
- Salvatore Foti
- Simone Palermo
- Alassane Diomande
- Ismael Fofana
- Koffi Kouassi
- Siaka Bamba
- Efraín Juárez
- Héctor Moreno
- Dirk Marcellis
- Jordy Buijs
- Mike van der Kooy
- Daniel Chávez
- Ali Afif
- Khalfan Ibrahim
- Özgürcan Özcan
- Jeremy Hall
- Ofori Sarkodie
- Preston Zimmerman

1 bàn phản lưới nhà
- Sidnei (trong trận gặp Hà Lan)
- Efraín Juárez (trong trận gặp Costa Rica)
- Miguel Cárdenas (trong trận gặp Ghana)
- Murat Duruer (trong trận gặp Uruguay)

## Bảng xếp hạng giải đấu
| VT                  | Đội               | ST | T | H | B | BT | BB | HS  | Đ  |
| ------------------- | ----------------- | -- | - | - | - | -- | -- | --- | -- |
| 1                   | México            | 6  | 5 | 0 | 1 | 16 | 3  | +13 | 15 |
| 2                   | Brasil            | 6  | 4 | 0 | 2 | 16 | 11 | +5  | 12 |
| 3                   | Hà Lan            | 6  | 4 | 0 | 2 | 12 | 10 | +2  | 12 |
| 4                   | Thổ Nhĩ Kỳ        | 6  | 4 | 0 | 2 | 15 | 10 | +5  | 12 |
| Bị loại ở Tứ kết    |                   |    |   |   |   |    |    |     |    |
| 5                   | Hoa Kỳ            | 4  | 2 | 1 | 1 | 7  | 6  | +1  | 7  |
| 6                   | Costa Rica        | 4  | 1 | 2 | 1 | 5  | 5  | 0   | 5  |
| 7                   | Trung Quốc        | 4  | 1 | 2 | 1 | 4  | 7  | –3  | 5  |
| 8                   | CHDCND Triều Tiên | 4  | 1 | 1 | 2 | 7  | 7  | 0   | 4  |
| Bị loại ở Vòng bảng |                   |    |   |   |   |    |    |     |    |
| 9                   | Gambia            | 3  | 2 | 0 | 1 | 6  | 4  | +2  | 6  |
| 10                  | Ý                 | 3  | 1 | 1 | 1 | 6  | 7  | –1  | 4  |
| 11                  | Ghana             | 3  | 0 | 3 | 0 | 3  | 3  | 0   | 3  |
| 12                  | Úc                | 3  | 1 | 0 | 2 | 2  | 5  | –3  | 3  |
| 13                  | Perú              | 3  | 0 | 1 | 2 | 1  | 4  | –3  | 1  |
| 14                  | Bờ Biển Ngà       | 3  | 0 | 1 | 2 | 4  | 8  | –4  | 1  |
| 15                  | Uruguay           | 3  | 0 | 0 | 3 | 3  | 7  | –4  | 0  |
| 16                  | Qatar             | 3  | 0 | 0 | 3 | 4  | 14 | –10 | 0  |